# 문신 (중국)
문신(門神)은 중국의 민간신앙에서 문과 문을 지키는 신성한 수호자로, 악한 영향으로부터 보호하거나 긍정적인 사람의 입장을 장려하는데 사용된다. 그들은 한나라 때 신성한 쌍인 신도와 울루로 시작했지만, 신격화된 장군인 진숙보와 울지공은 당나라 때부터 더 인기가 있었다. 하나의 문에 문신을 붙일 경우에는 위징 또는 종규가 일반적으로 사용된다.

## 역사
중국 주택의 문과 문은 오랫동안 특별한 의식적 관심을 받아 왔다. 문신에 대한 희생제는 일찍이 예기에 기록되어 있다. 한나라에 의해 이 정령은 신도와 울루의 두 신이 되었으며, 그의 이름이나 이미지는 복숭아나무에 그려져 문에 부착되었다. 당의 태종이 악몽에 시달렸을 때 진숙보와 울지공)의 초상화를 문에 걸라고 명령했다.  그들은 결국 신격화되어 신도와 울루를 대체하고 오늘날까지 가장 일반적인 문신으로 남아 있다. 진숙보와 울지공은 다른 신격화된 군사 지도자들과 함께 악령과 악한 영향력을 물리치기 위한 무문신의 한 부류를 이룬다. 별도의 학자 그룹이 축복과 행운을 불러일으키기 위한 문문산을 구성한다. 마조의 동료인 천리안과 순풍이 같은 일부 신들은 사원에서 비슷한 역할을 하는 수호자가 있다고 생각된다.

## 건축학
현대적으로 사용되는 문신은 보통 한 쌍의 문에 붙여지는 인쇄된 이미지이다. 그들은 일반적으로 중국 설날마다 교체된다. 그들은 부조로 조각되거나 문 양쪽에 조각상으로 배치된다. 그림은 서로 마주해야 한다. 연속해서 배치하는 것은 불운으로 간주된다.

## 신앙
고대 중국에는 예기에 기록된 부유한 집의 문신에게 제사를 지내는 의식이 있었다. 현대 중국에서 문신은 도교의 형식적 요소를 구성하지 않으며 전통적인 장식이나 대중적인 미신에 대한 끄덕임으로 포함된다. 그러나 청룡, 백호, 마조의 동료인 천리안과 순풍이를 포함하여 다른 이유로 숭배되는 일부 신들이 도교 사원에서 문신으로 섬기기도 한다.

## 같이 보기
- 풍수
- 문전신

## 서지
- Clart, Philip (2008), 〈Menshen〉, 《The Encyclopedia of Taoism, Vol. II》, Abingdon: Routledge, 744–5쪽, ISBN 978-1135796341.
- Tang, Rose, 〈Twilight of the Door Gods〉, 《The Standard》, Hong Kong.